# Мухаммед Якуб-бек
Мухаммед Якуб-бек (*бл. 1820 — 31 травня 1877) — хан Кашгарського ханства Єттишар у 1868—1877 роках. Повне ім'я Мухаммед (Магомет) Якуб-бек Бадаулет-хан.

## Життєпис

### Молоді роки
Походження достеменно невідомо, ймовірно воно було строкате: мав уйгурське, сартське, таджицьке коріння, можливо, узбецьке. Його батько Пуо Мухаммед народився у місцині Каратегін поблизу Самарканда, що в став кадієм у Пскенті (біля Ташкенті). Стосовно дати народження Якуб-бека відсутня єдина думка. За різними відомостями, він народився між 1812 та 1828 роками, проте найбільш вірогідною є думка, що Якуб-бек народився близько 1820 року. Народився у місті Пскенті або біля Андижана.
Замолоду поступив на службу до ташкентського бека, що був його шварґом. Останній призначає спочатку Якуб-бека правителем Чиназу, а у 1847 року — міста Ак-мечеть. Потім організовував оборону проти російських військ.
У 1853 році влаштував змову проти Худаяр-хана, володаря Кокандського ханства. Але зазнав невдачі, тому вимушений був тікати до Бухарського емірату. 1858 році після повалення Худояр-хана повертається до Коканду. 1864 році брав участь в обороні Ташкенту проти росіян.

### Володар Кашгару
У 1865 році спрямовано до Кашгару військовим помічником Бурзук-ходжі, намісника кокандського хана, який очолив повстанські сили в районі Кашгара, що 1864 року виступили проти панування династії Цін в Східному Туркестані. Незабаром Якуб-бек вступив у конфлікт з дунганами, що підтримували Бурзука. На бік Якуба перейшли релігійні очільники та намісники (хакіми). після цього Якуб-бек задав поразки дунганам, а Бурзук-ходжу схоплено й заслано до Тибету. З цього моменту влада в Кашгарі перейшла до Якуб-бека.

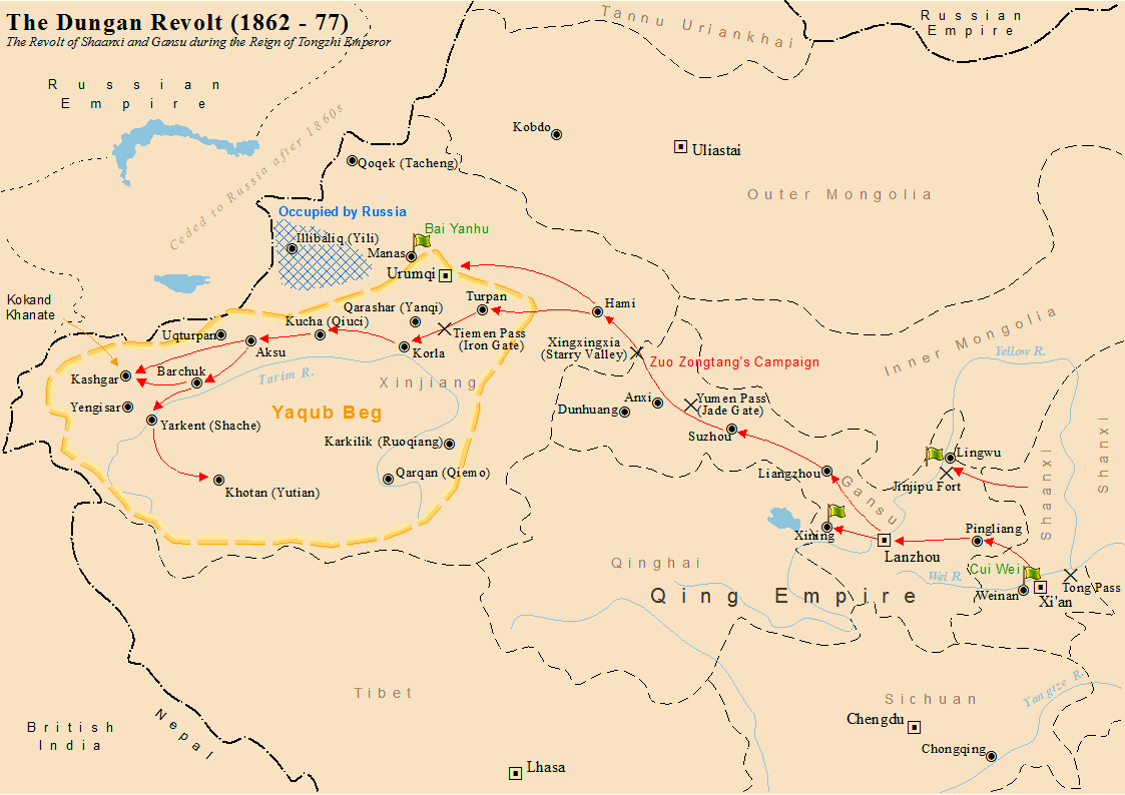
Держава Якуб-бека (позначено жовтими рисками)

Після цього Якуб-бек почав завоювання інших міст Східного Туркестану та Джунгарії: захопив у 1865 році Яркенд, 1866 році Хотан, 1867 —— Аксу і Кучу, 1867 — Учтурфан та Таримську оазу, 1869 року — Сирикул і Корлу. У 1870 році захопив Турфан, після чого прийняв почесний титул аталік-газі («захисник віри») та почесне ім'я Бадаулет («Щасливець»). Того ж року у битві при Урумчі завдав поразки китайським військам.
У 1872 році він завоював гірську країну Сарич-куль і місто Урумчі, об'єднавши територію сучасного Синьцзяна, за винятком Ілійського краю. Після цього оголосив створення держави Єттишар. Намісників (хакімів) призначив переважно з афганців, узбеків та таджиків.
Намагаючись зміцнити та зберегти молоду державу, Якуб-бек маневрував між Російською, Османською, Британською імперіями, які визнали незалежність Єттишар. Втім його не було визнано Китаєм. Війна з цінськими військами тривала.
Китай вислав проти нього армію Цзо Цзун-тана, що просувалася так повільно, що солдатам довелося двічі сіяти зерно і збирати його. Перетнувши пустелю Гоббі, китайська армія повернула під свій контроль свої землі.

## Реформи
Потребуючи гроші на боротьбу з Китаєм Якуб-бек впровадив нові податки: хан-ділік (з власників будинків), тарі-кара (податок з успадкованого майна після смерті спадкодавця), податок на утримання армії. Існували податки для винагороди самих збирачів: саман-пул (2 торби соломи з кожного батмана) і кяфсен (грошова винагорода). З місцевого населення також стягувалися харчі, фураж, худоба і паливо для проїжджих чиновників або іноземних дипломатів. При цьому нерідко все стягувалося в кількості, в 2-3 рази, що перевершувало необхідність, після чого надлишки продавалися чиновниками самим же колишнім господарям. Якуб-бек обклав хараджем вакуфное майно (звільнені від податків і участі в цивільному обороті землі і об'єкти нерухомості, доходи від яких йшли на релігійні потреби). Ставки податків постійно зростали: якщо на початку правління Якуб-бека харадж був 10 %, то потім він зріс до 20 % (а в деяких місцевостях — до 50 %), танапний збір, що становив 2 таньга з танап, зріс до 7—10; хан-ділік був встановлений в розмірі 1 таньга з будинку, але виріс до 4 таньга; таіи-кара з часом збільшився з 2,5 до 5 %.
Якуб-бек досить багато уваги приділяв підтримці комунікацій, будівництва та ремонту шляхів і мостів. Якуб-бек почав карбувати власну монету, що стала основним платіжним засобом в Єттішарі. При цьому мідні монети (пули), які використовувалися найбільш широко, продовжували карбувати за зразком колишніх, що мали поширення при цінській владі. Після відмови від сюзеренітету Коканда Якуб-бек почав вилучення з обігу кокандських таньг), за які давали по дві місцевих, він же почав примусово викуповувати їх за півтаньга за кожну. Потім він наказував перелити ці гроші до місцевих, гіршої якості.
Водночас оголосив шаріат єдиною правовою системою своєї держави. З'явилися казі (судді, що розбирали справи на основі шаріату) і раїси (чиновники, які здійснювали постійний нагляд за дотриманням приписів мусульманського права в повсякденному житті). Якуб-бек спирався на досвід Коканда, запозичивши звідти посади шейх-вул-ісламу (очільника духівництва), казі-каляна (верховного судді), казі-аскера (головного військового судді) і казі-раїса (голови раїсів). На користь цих чиновників, так само як і духівництва (мулл, вчителів медресе), стягувалися додаткові податки і збори. Усе населення повинно було дотримуватися основних принципів шаріату, насамперед п'ятикратної молитви, заборону на куріння опіуму і алкоголь, жінки були зобов'язані затуляти обличчя і практично втратили право розпоряджатися своїм майном.
Якуб-бек спробував встановити більш жорсткий контроль над кочівниками — казахами, киргизами і калмиками, що викликало невдоволення, особливо останніх, що відкочували до Кульджицького краю (під владу Російської імперії).

### Останні роки
У 1876 році Якуб-бек зазнав поразки й втратив Урумчі разом зі східними частинами його володінь. 31 травня 1877 року володар Єттішару помер (за різними версіями — від хвороби, отруєння, інсульту, самогубства, змови). Після смерті Якуб-бека почалася боротьба за престол між його синами Бек Кулі-беком, Гайдар-беком, Худай Кулі-беком, Хакк Кулі-беком. Скориставшись цим, Китай в 1878 році захопив державу Єттішар.